# Élections législatives tunisiennes de 1969
 (août 2020).
Si vous disposez d'ouvrages ou d'articles de référence ou si vous connaissez des sites web de qualité traitant du thème abordé ici, merci de compléter l'article en donnant les références utiles à sa vérifiabilité et en les liant à la section « Notes et références ».
Les élections législatives tunisiennes de 1969, les cinquièmes à se tenir en Tunisie, sont organisées le 2 novembre 1969. Les listes présentées par le pouvoir obtiennent la totalité des sièges.

## Résultat
Les 101 sièges du parlement vont aux listes du Parti socialiste destourien.
| Partis                      | Suffrages exprimés | Pourcentages | Nombre de sièges |
| --------------------------- | ------------------ | ------------ | ---------------- |
| Parti socialiste destourien | 1 363 939          | 100 %        | 101              |
| Total des votants           | 1 367 122          | 1 367 122    | 1 367 122        |
| Total de l'électorat        | 1 363 939          | 1 363 939    | 1 363 939        |
| Taux de participation       | 99,77 %            | 99,77 %      | 99,77 %          |